# Irfan Kolothum Thodi
Irfan Kolothum Thodi (ur. 8 lutego 1990 w Kizhuparambie) – indyjski lekkoatleta specjalizujący się w chodzie sportowym, olimpijczyk.
Podczas igrzysk olimpijskich w Londynie (2012) zajął 10. miejsce w chodzie na 20 kilometrów.
Rekordy życiowe: chód na 20 kilometrów – 1:20:21 (4 sierpnia 2012, Londyn) rekord Indii.

## Osiągnięcia
| Rok  | Impreza                 | Miejsce | Konkurencja   | Lokata      | Wynik   |
| ---- | ----------------------- | ------- | ------------- | ----------- | ------- |
| 2012 | Puchar świata w chodzie | Sarańsk | chód na 20 km | 18. miejsce | 1:22:09 |
| 2012 | Igrzyska olimpijskie    | Londyn  | chód na 20 km | 10. miejsce | 1:20:21 |
| 2013 | Mistrzostwa świata      | Moskwa  | chód na 20 km | –           | DSQ     |
| 2014 | Puchar świata w chodzie | Taicang | chód na 20 km | 26. miejsce | 1:21:09 |
| 2014 | Igrzyska azjatyckie     | Incheon | chód na 20 km | 5. miejsce  | 1:23:18 |
| 2017 | Mistrzostwa świata      | Londyn  | chód na 20 km | 23. miejsce | 1:21:40 |
| 2019 | Mistrzostwa świata      | Doha    | chód na 20 km | 27. miejsce | 1:35:21 |
| 2021 | Igrzyska olimpijskie    | Tokio   | chód na 20 km | 51. miejsce | 1:34:41 |